# Samsung Galaxy Note 8
El Samsung Galaxy Note 8 (comercializado como Samsung Galaxy Note8) es un teléfono inteligente Android fabricado por Samsung Electronics. Lanzado el 6 de septiembre de 2017, este es el sucesor del Samsung Galaxy Note 7.

## Historia
El evento Unpacked 2017 se llevó a cabo el 6 de septiembre de 2017.

## Especificaciones

### Hardware
Las especificaciones del Galaxy Note 8 son similares a las especificaciones del Galaxy S8. El Galaxy Note 8 tiene un procesador Exynos 8895 o Qualcomm 835. Tiene una pantalla de 6.3 pulgadas de resolución Quad HD 1440p, con AMOLED e Infinity Display. Este es el primer dispositivo de Samsung en incorporar cámara dual, que tiene 12.13 MP con una apertura de f/1.7 ambos equipados con estabilización de imagen. El Galaxy Note 8 ofrece capacidades de 64, 128 y 256 GB. El lector de huellas digitáles se ubica en la parte trasera a lado de la cámara, y tiene un escáner de iris. El dispositivo incluye un puerto de auriculares de 3.5mm y también un puerto para USB-C. Por último tiene soporte para Samsung DeX.

### Software
El Galaxy Note 8 tiene el sistema operativo Android 7.1.1 Nougat con Samsung Experience (antes llamado TouchWiz). y a partir de febrero del 2019 ya se puede actualizar a Android Pie, adquiriendo a la vez la nueva interfaz de usuario de Samsung One UI.